# Saint-Lézin
Saint-Lézin korábbi község Franciaország Loire mente régiójában, Maine-et-Loire megyében. 2015. december 15-én tizenegy másik korábbi községgel egyesült és Chemillé-en-Anjou új község része lett.
Lakosainak száma 777 fő (2018. január 1.). Saint-Lézin La Chapelle-Rousselin, Jallais, La Jumellière, Neuvy-en-Mauges és Chemillé községekkel határos.

## Népesség
A település népessége az elmúlt években az alábbi módon változott:
| Lakosok száma | 625  | 667  | 691  | 693  | 679  | 752  | 760  | 777  | 802  | 777  |
|               | 1962 | 1968 | 1982 | 1990 | 1999 | 2008 | 2011 | 2013 | 2017 | 2018 |